# 和田真樹
和田 真樹（わだ なおき、1983年 - ）は、日本の実業家・投資家・著述家。
東京湾岸エリアの都市再開発プロジェクト「晴海フラッグ」に関する評論や著作で言及されている。

## 経歴
- 1983年 ‐ 大阪府に生まれる。
- 拓殖大学卒業後、2005年に住友不動産販売へ入社し、不動産仲介業務に従事した[1]。
- 2018年 ‐ 独立して個人投資家として活動を開始。
- 2021年9月 ‐ 東京都中央区で銀座プランニング株式会社を設立し、代表取締役に就任[2]。

## 活動
1. 出版
- 『晴海フラッグ – 湾岸が作る新しい東京のライフスタイル』（つむぎ書房、2025年、ISBN 978‑4‑434‑35544‑8）を刊行。マイナビニュースPremiumなどが同書を紹介している[1]。

2.メディア寄稿
- 幻冬舎『THE GOLD ONLINE』に「不動産のプロが住んで実感！晴海フラッグの本当の価値」などの連載を寄稿している[3]。

3. インタビュー
- YouTube 番組「M&A BANK」Vol.1202 にゲスト出演し、不動産投資の視点から市場動向を語った[4]。

## 評価と議論
2025年4月の書籍発売時、業界サイト『不動産ONLINE』は「湾岸タワマン界隈で話題沸騰」と評したが、記事自体はPR色が強いとの指摘もある。

## 著書
- 晴海フラッグ – 湾岸が作る新しい東京のライフスタイル（つむぎ書房、2025年、ISBN 978‑4‑434‑35544‑8）